# Torre Bolueta
La Torre Bolueta es un rascacielos de 88 metros de altura que empezó a construirse en junio de 2015 en Bolueta, Bilbao, dándose por finalizada su edificación en 2018. Integrada junto a otras dos torres de menor altura en un complejo urbanístico ubicado en el citado barrio bilbaíno de Bolueta, es el edificio Passivhaus más alto del mundo.

## Características

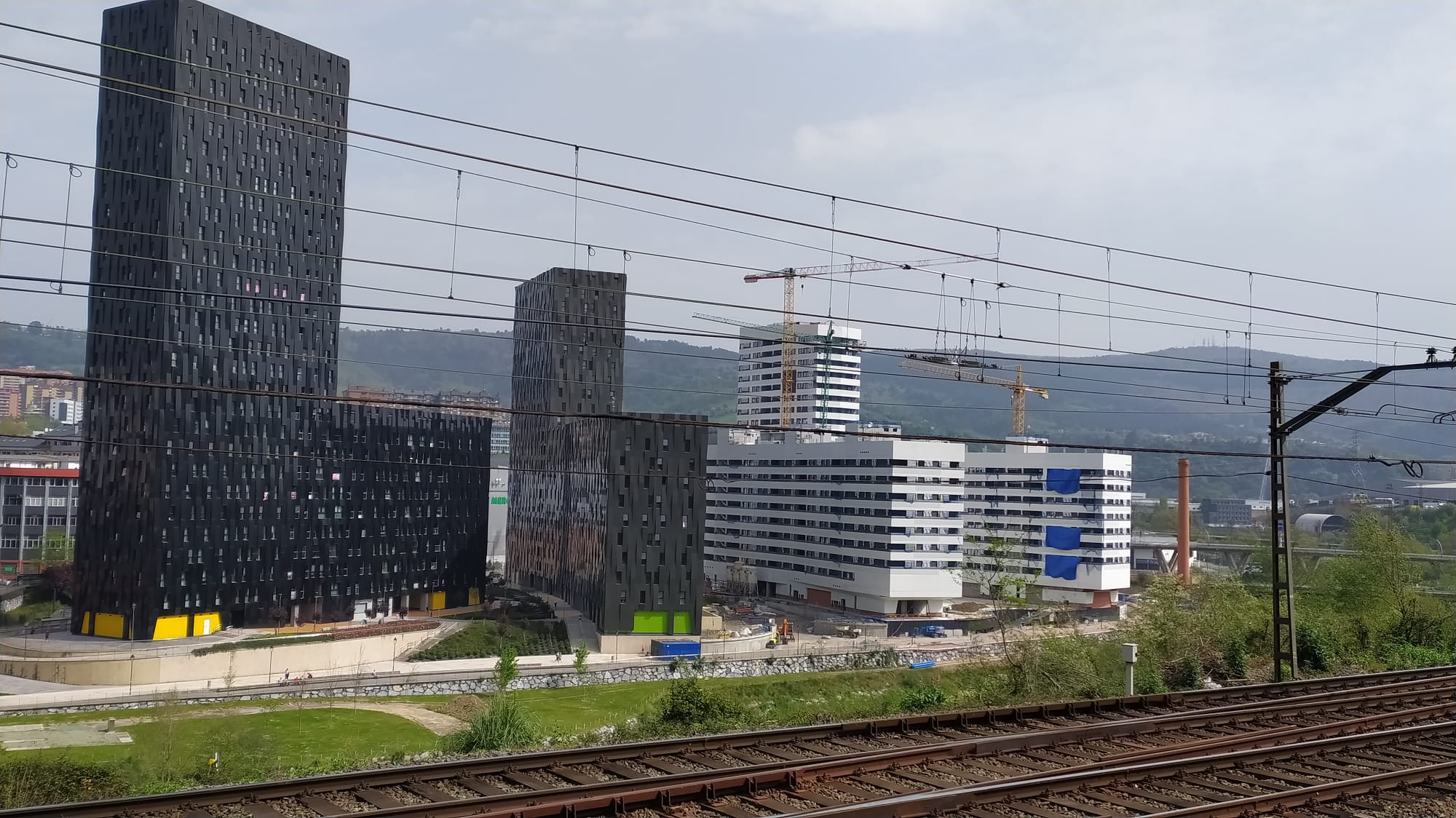
Complejo de edificios Bolueta Homes.

Varquitectos, compuesto por los arquitectos navarros Germán Velázquez Arteaga, Sara Velázquez Arizmendi, German Velázquez Arizmendi y Silvia Mingarro, proyectó y dirigió las obras del edificio. Se trata de la primera de tres torres integradas en el complejo urbanístico Bolueta Homes, aún en construcción, ubicado en el barrio bilbaíno de Bolueta.
La torre mide 88 metros de altura, consta de 28 plantas y alberga 171 viviendas de protección oficial. Hasta la fecha de obtención del certificado Passivhaus, el 9 de marzo de 2018, el edificio más alto del mundo de estas características era una residencia de estudiantes en Nueva York, Cornell Residential, con 26 plantas y 82 metros. Sin embargo, existe ya el proyecto de un nuevo rascacielos en Canadá que con sus 178 metros de altura y 480 viviendas de alta eficiencia energética superará a la edificación bilbaína.

### Polémica por el exceso de calor
Tras su inauguración, los vecinos de la Torre Bolueta reclamaron una solución por el exceso de calor en sus pisos, comprometiéndose Visesa a buscar fórmulas para reducir la temperatura.